# Pfarrkirche Kautzen

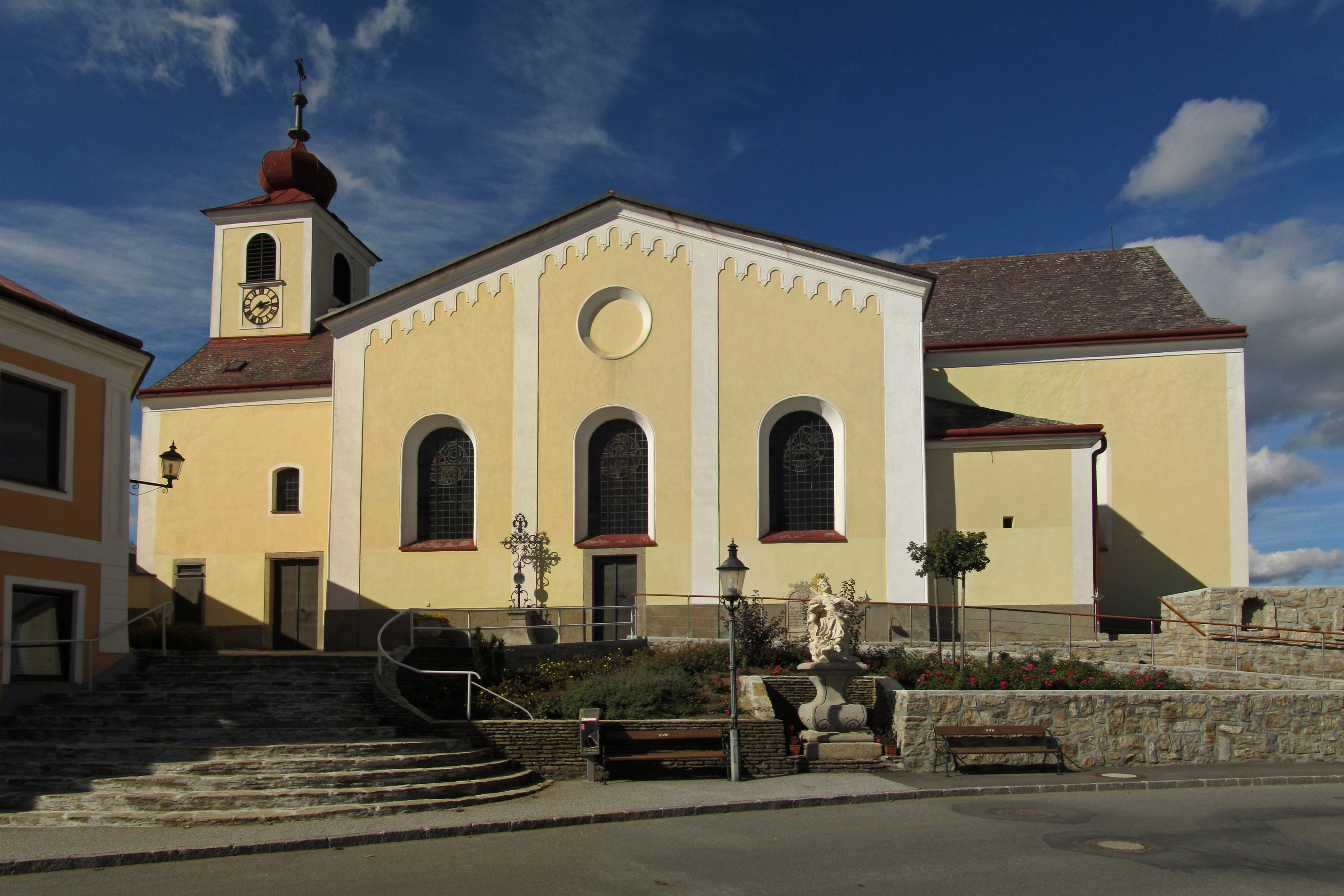
Katholische Pfarrkirche hl. Jakobus der Ältere in Kautzen

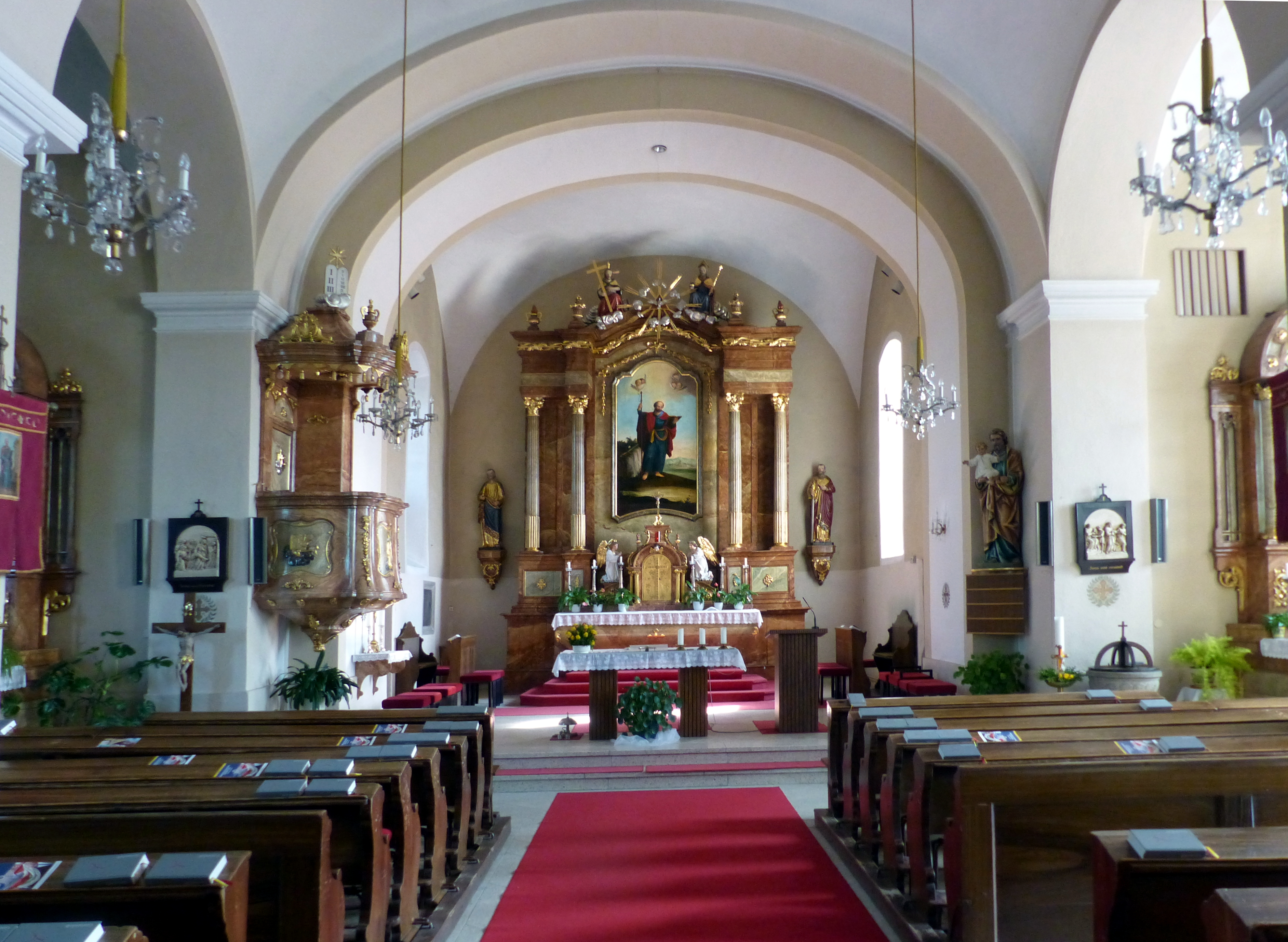
Langhaus, Blick zum Chor

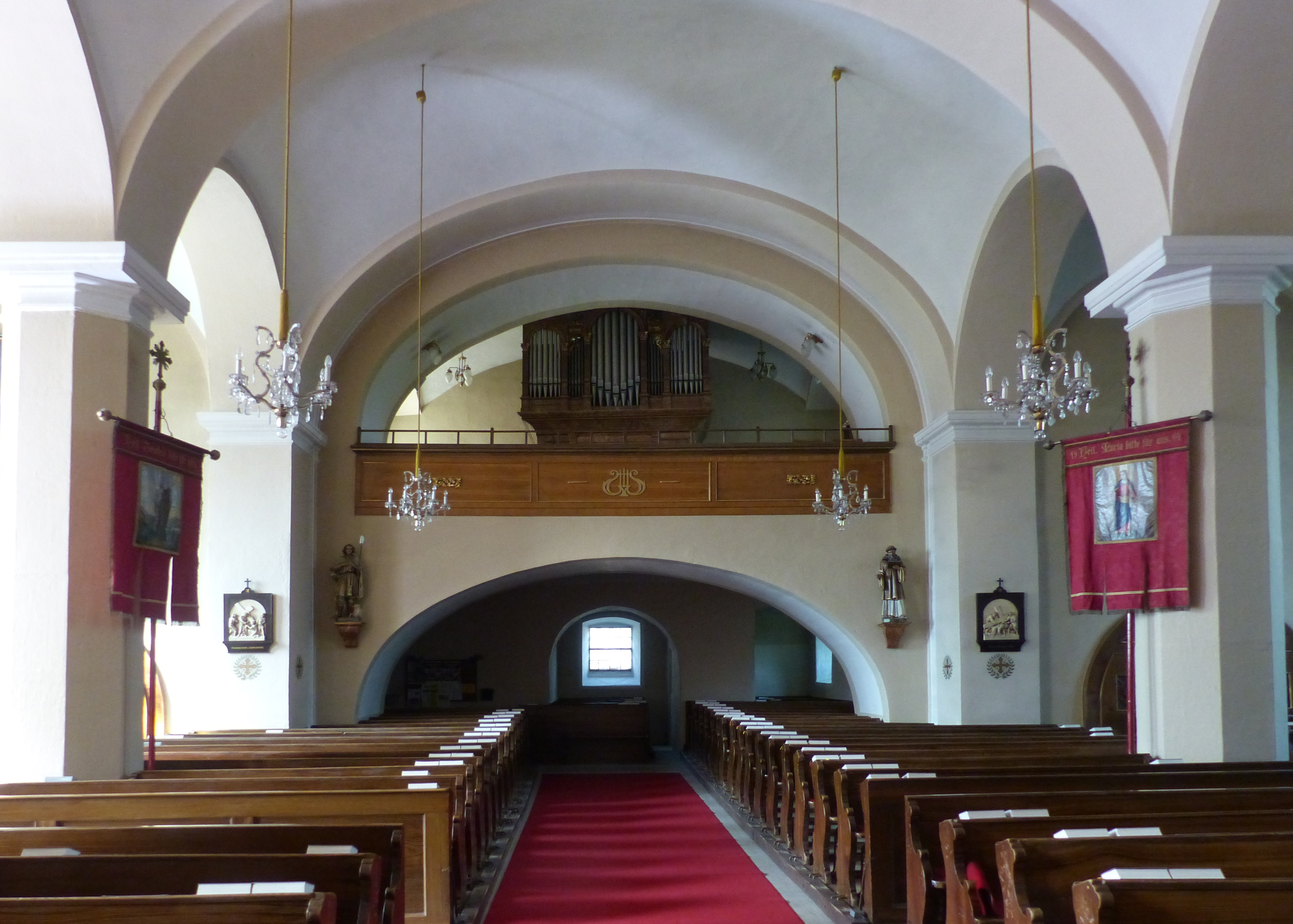
Langhaus, Blick zur Empore

Die römisch-katholische Pfarrkirche Kautzen steht etwas erhöht im Nordes des Hauptplatzes der Marktgemeinde Kautzen im Bezirk Waidhofen an der Thaya in Niederösterreich. Die dem Patrozinium hl. Jakobus der Ältere unterstellte Pfarrkirche gehört zum Dekanat Waidhofen an der Thaya in der Diözese St. Pölten. Die Kirche steht unter Denkmalschutz (Listeneintrag).

## Geschichte
Urkundlich wurde 1341 eine Pfarre genannt. 1761 erfolgte eine Neubestiftung der Kirche als Vikariat. 1784 wurde die Pfarre erneuert. 1805 war ein Kirchenbrand. Nach dem Wiederaufbau der Kirche wurden 1870 die Altäre geweiht. 1899 war eine Renovierung, 1951 eine Restaurierung.

## Architektur
Der anfänglich einschiffige barocke Kirchenbau mit einem im Kern gotischen Rechteckchor und einem Fassadenturm aus 1806/1807 wurde 1868/1870 zu einer dreischiffigen Hallenkirche erweitert.
Das Kirchenäußere zeigt die Erweiterung durch Seitenschiffe risalitartig mit einer Giebelbekrönung vorspringend, die Fassaden zeigen Rundbogenfenster, Putzfaschen und einen romanisierenden Rundbogenfries. Über der Westfront befindet sich ein niedriger Firstturm mit Faschengliederung und einem Zwiebelhelm. Der eingezogene Rechteckchor zeigt spitzbogige Fenstergewände vom gotischen Kern aus dem 14. Jahrhundert, die Fenster wurden zu barocken Flachbogenfenstern verändert. Im Osten gibt es vermauerte Lanzettfenster.
Das Kircheninnere zeigt eine breitgelagerte Hallenkirche in historistischen Formen mit späteren Platzlgewölben über Gurten auf Achteckpfeilern und Schildbögen auf Wandpfeilervorlagen. Der Triumphbogen ist rundbogig.

## Einrichtung
Die historisierende Einrichtung entstand 1869/1870.
Der neobarocke Hochaltar mit einem marmorierten Ädikulaaufbau mit Doppelsäulen zeigt das Hochaltarblatt hl. Jakobus der Ältere von Franz Mayerhofer 1825 und trägt die Statuen der Heiligen Peter und Paul und die Giebelgruppe Dreifaltigkeit und einen neobarocken Tabernakel.
In den Rundbogennischen befinden sich die Statuen der Heiligen Maria von Lourdes und Herz Jesu vom Bildhauer Josef Obletter 1904. Die Statuen der Heiligen Leonhard und Wendelin 1901, Joachim und Anna 1905, Johannes Nepomuk und Florian schuf der Bildhauer Franz Schmalzl 1908.
Die Orgel baute Franz Capek 1906. Eine Glocke nennt Johann Christoph Flos 1682.

## Grabdenkmäler
Außen
- Ein Inschriftgrabstein nennt 1786.